# Alan Arnold Griffith
Alan Arnold Griffith (Londres, 13 de junho de 1893 — 13 de outubro de 1963) foi um engenheiro inglês.
Dentre suas muitas contribuições, é conhecido por seu trabalho sobre fadiga em metais e também por ser um dos primeiros a desenvolver uma base teórica para motores a jato.

## Início de carreira
Griffith estudou engenharia mecânica, com os graus de mestre e doutor pela Universidade de Liverpool. Em 1915 foi admitido no Royal Aircraft Factory como trainee, antes de ingressar no Departamento de Física e Instrumentos no ano seguinte, com o centro de pesquisas agora denominado Royal Aircraft Establishment (RAE).
Alguns de seu trabalhos permanecem em uso difundido até a atualidade. Em 1917 ele e Geoffrey Ingram Taylor propuseram o uso de bolhas de sabão como forma de estudar problemas de tensão. Usando este método, uma bolha de sabão é estendida entre diversas cordas representando as arestas do objeto sob estudo, e a coloração do filme mostra os padrões de tensão. Este método, e outros similares, foi muito usado até a década de 1990, quando a disponibilidade de potentes computadores possibilitou realizar o mesmo experimento numericamente.

## Fadiga dos metais
Griffith é mais conhecido por um estudo teórico sobre a natureza de tensões e fadiga em metais. Na época de suas investigações era assumido em geral que a resistência de um material era da ordem de E/10, sendo E o módulo de Young do material. Contudo, era bem conhecido que tais materiais muitas vezes falhavam com valores até 1000 vezes menores que o valor predito. Griffith descobriu que havia muitas trincas microscópicas em todo material, e lançou a hipótese de que estas trincas reduziam a resistência global do material. Isto ocorreria porque qualquer vazio em um sólido concentra tensões, um fato já conhecido dos mecânicos da época. Esta concentração permitiria que a tensão atingisse o valor E/10 na raiz da trinca, muito antes deste valor poder ser detectado no material como um todo.
Deste trabalho Griffith formulou sua teoria de fratura frágil, usando conceitos de energia de deformação elástica. Sua teoria descreve o comportamento da propagação de trincas de natureza elíptica, considerando a energia envolvida. A equação, critério de Griffith, estabelece basicamente que, quando uma trinca está habilitada a propagar-se o suficiente para fraturar um material, o ganho em energia superficial é igual à perda da energia de deformação, e é considerada ser a equação primária para descrever fratura frágil. Como a energia de deformação liberada é diretamente proporcional ao quadrado do comprimento da trinca, é somente quando a trinca é relativamente pequena que sua energia necessária para propagação excede a energia de deformação disponível para ela. Além do comprimento crítico de trina de Griffith, a trinca torna-se perigosa.
O trabalho, publicado em 1920 ("The phenomenon of rupture and flow in solids"), resultou em mudanças radicais em muitas indústrias. De repente, o "endurecimento" de materiais devido a processos como a laminação a frio não eram mais misteriosos. Projetistas de aeronaves imediatamente compreenderam por que seus projetos haviam falhado apesar de terem sido construídos muito mais resistentes do que se pensava necessário no momento, e logo passaram a polir seus metais a fim de eliminar as trincas. O resultado foi uma série de projetos especialmente belos na década de 1930, como o Boeing 247. Este trabalho foi mais tarde generalizado por George Irwin, na década de 1950, aplicando-a quase todos os materiais.

## Motor a jato
Em 1926 Griffith publicou um artigo seminal, An Aerodynamic Theory of Turbine Design. Demonstrou neste artigo que a mísera performance de turbinas existentes devia-se a uma falha na sua concepção, significando que as lâminas estavam "voando paradas", e propôs uma forma moderna de aerofólio para as lâminas que iria melhorar dramaticamente sua performance. O artigo passou a descrever um motor usando um compressor axial e uma turbina de dois estágios, o primeiro estágio acionando o compressor, e o segundo acionando um eixo acoplado a uma hélice. Este antigo projeto foi um precursor de um motor turboélice. Como um resultado do artigo, o Aeronautical Research Committee financiou um experimento em pequena escala com um compressor axial de estágio simples e uma turbina axial também de estágio simples. O trabalho foi completado em 1928, e deste projeto uma série de outros foi construída para testar vários conceitos.
Aproximadamente nesta época Frank Whittle escreveu sua tese sobre motores turbinados, usando um compressor centrífugo e turbina de estágio simples, a potência residual na exaustão sendo usada para acionar a aeronave diretamente. Whittle enviou seu artigo para o Ministério da Aeronáutica em 1930, que o enviou a Griffith para análise. Após identificar um erro nos cálculos de Whittle, Griffith afirmou que o grande tamanho frontal do compressor o tornaria impraticável para utilização em uma aeronave, e que os gases de exaustão forneceriam pouco empuxo. O ministério respondeu a Whittle, dizendo não estar interessado no projeto. Whittle decepcionou-se, mas foi convencido por amigos da RAF a prosseguir com sua ideia. Felizmente para todos os envolvidos, Whittle patenteou seu projeto em 1930 e fundou em 1935 a Power Jets, a fim de desenvolver seus motores.